# Vale de Espinho
Vale de Espinho est une commune portugaise du canton de Sabugal de 393 habitants en 2011. 
Les communes les plus proches sont Foios et Quadrazais, à environ 6 km. Vale de Espinho est situé dans une zone montagneuse. 

## Histoire
Vale de Espinho serait peuplée depuis l'époque des castros. Cependant, la documentation qui existe n'y fait référence qu'après la fondation de la Nationalité[Quoi ?]. 
Son église a été construite entre les XIIe et XIIIe siècles. Initialement, elle était dédié à la Vierge et plus tard à Santa Maria Madalena, à laquelle est aujourd'hui dédiée[réf. nécessaire].  
En raison de sa situation géographique, Vale de Espinho a été plusieurs fois victime du passage de troupes en temps de guerre. 

## Patrimoine bâti
- Église
- Chapelle de Santo António
- Fontaine du cimetière
- Fontaine dunLargo das Eiras
- Grande Fontaine
- Fournitures de plongée
- Croix

## Démographie
| População da freguesia de Vale de Espinho | População da freguesia de Vale de Espinho | População da freguesia de Vale de Espinho | População da freguesia de Vale de Espinho | População da freguesia de Vale de Espinho | População da freguesia de Vale de Espinho | População da freguesia de Vale de Espinho | População da freguesia de Vale de Espinho | População da freguesia de Vale de Espinho | População da freguesia de Vale de Espinho | População da freguesia de Vale de Espinho | População da freguesia de Vale de Espinho | População da freguesia de Vale de Espinho | População da freguesia de Vale de Espinho | População da freguesia de Vale de Espinho |
| ----------------------------------------- | ----------------------------------------- | ----------------------------------------- | ----------------------------------------- | ----------------------------------------- | ----------------------------------------- | ----------------------------------------- | ----------------------------------------- | ----------------------------------------- | ----------------------------------------- | ----------------------------------------- | ----------------------------------------- | ----------------------------------------- | ----------------------------------------- | ----------------------------------------- |
| 1864                                      | 1878                                      | 1890                                      | 1900                                      | 1911                                      | 1920                                      | 1930                                      | 1940                                      | 1950                                      | 1960                                      | 1970                                      | 1981                                      | 1991                                      | 2001                                      | 2011                                      |
| 1 083                                     | 1 132                                     | 1 348                                     | 1 571                                     | 1 651                                     | 1 674                                     | 1 832                                     | 2 142                                     | 2 030                                     | 1 764                                     | 1 127                                     | 732                                       | 585                                       | 512                                       | 393                                       |

## Gastronomie
La cuisine locale est constituée à partir de basée sur: sanglier, chevreau, saucisses, fromage de la région, truite du Côa, génoise et gâteau au lait.  

## Équipements
- École maternelle
- Centre social  S. José - Aide aux personnes âgées
- Poste médical
- Parc de jeux pour enfants - la cour d'école
- Salle des fêtes de la Mairie

## Fêtes et pèlerinages
- Fête de La Saint-Jean - 23 et 24 juin
- Fête de Notre-Dame de Fatima - 13 mai
- Fête de l’Émigré  - 15 août
- Capeia arraiana (corrida sans mise à mort) en août.